# Pavel Soukup (athlétisme)
Pour les articles homonymes, voir Soukup.
Pavel Soukup (né le 2 janvier 1971) est un athlète tchèque, spécialiste du 800 mètres.

## Biographie

### Palmarès
| Date | Compétition                    | Lieu      | Résultat | Performance   |
| ---- | ------------------------------ | --------- | -------- | ------------- |
| 1995 | Championnats du monde en salle | Barcelone | 3e       | 1 min 47 s 74 |
| 1995 | Universiade                    | Fukuoka   | 3e       | 1 min 48 s 15 |

### Records
| Épreuve    | Performance   | Lieu      | Date        |
| ---------- | ------------- | --------- | ----------- |
| 800 mètres | 1 min 44 s 87 | Nuremberg | 7 juin 1996 |